# Bacalla de Luna
Bacalla, Briocalla, Bachalla, Bacahalla o Bacalha de Luna (? - 1115 o 1120) fue un caballero aragonés de origen navarro, conquistador de la villa de Luna de donde tomó el apellido y fue el primero del Linaje de los Luna. 

## Biografía
Aparece citado en fuentes antiguas como hijo de un Lope Ferrench y de su esposa Ximena Martínez, hija de Martín Gómez y de su esposa. Se le atribuye en dichas fuentes haber participado en la reconquista de Luna, tras lo que habría en premio sido nombrado su primer tenente y, según se dice en la Crónica de San Juan de la Peña, haber luchado junto a su hijos Lope Ferrench I de Luna y Gómez I de Luna en la batalla de Alcoraz el 15 de noviembre de 1096. Estos datos son sin embargo dudosos para la historiografía moderna, ya que desde los trabajos de Antonio Ubieto Arteta se ha podido constatar que la mayoría de los personajes mencionados no coinciden con la documentación del periodo, siendo en cambio mencionados por primera vez en obras siglos posteriores a los hechos.
Las fuentes primarias conservadas mencionan en cambio que tras la conquista de Luna por Sancho Ramírez, la localidad fue puesta bajo el merino real Banzo Azcones, al que algunos identifican como el Bacalla histórico. En tal caso habría permanecido en Luna durante el reinado de Sancho Ramírez y sus hijos Pedro y Alfonso, recibiendo recompensas y donaciones reales por su papel en la organización de la localidad y en la construcción de defensas en ese sector de la frontera con los musulmanes.
Se le atribuye un casamiento con Sancha Sánchez, supuestamente una hija ilegítima del rey Sancho I Ramírez de Aragón, con la que habría tenido tres hijos:
- Lope Ferrench I de Luna, II señor de Luna y cabeza del linaje de los Ferrench de Luna, presente en la batalla de Alcoraz el 15 de noviembre de 1096.
- Gómez I de Luna, presente en la batalla de Alcoraz el 15 de noviembre de 1096 y muerto en el batalla de Fraga en septiembre de 1134.
- Íñigo Ferrench de Luna, colaborador de Alfonso I de Aragón.

La falta de atestiguación en fuentes del periodo de varios de estos familiares y la existencia de teorías alternativas que hacen descender a la casa de Luna del conde Sancho Ramírez (hermano del rey homónimo) hacen que esta genealogía sea también dudosa en la historiografía actual.

## Enlaces
- Esta obra contiene una traducción  derivada de «Bacalla de Luna» de Wikipedia en catalán, publicada por sus editores bajo la Licencia de documentación libre de GNU y la Licencia Creative Commons Atribución-CompartirIgual 4.0 Internacional.

- Datos: Q11907499